# Erik Truffaz
Erik Truffaz est un trompettiste de jazz suisse, né à Chêne-Bougeries le 3 avril 1960. Il remporte le prix du public des Victoires du jazz en 2005. En 2023, l'Office fédéral de la culture suisse lui décerne le grand prix suisse de musique.

## Éléments de biographie

### Jeunesse et formation
Erik Truffaz naît le 3 avril 1960 à Chêne-Bougeries, dans le canton de Genève. Son père est musicien. Il grandit en France, dans le pays de Gex. Il joue de la trompette depuis l'âge de 6 ans, lorsqu'il intègre une fanfare locale. Il rejoint par la suite l'orchestre du collège Voltaire de Genève.
Il est initié par son père à la musique de variétés, puis entre au conservatoire à rayonnement régional de Chambéry. Il découvre l'univers du jazz avec l'album Kind of Blue de Miles Davis.

### Carrière

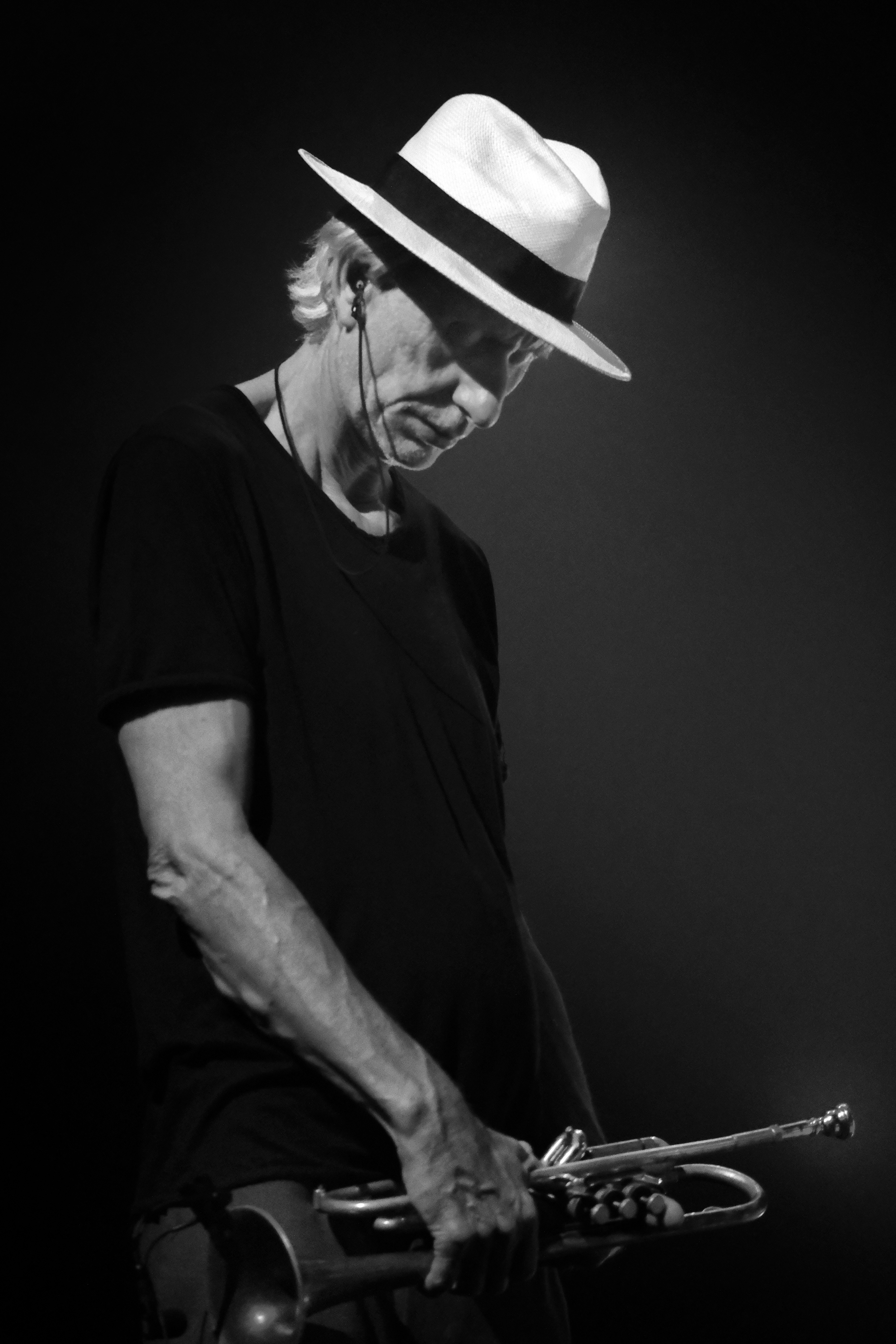
Erik Truffaz, festival Jazzpote.

Dans les années 1990, Erik Truffaz collabore avec le groupe Silent Majority comportant Nya, Marc Erbetta, Marcello Giuliani, Pierre-Luc Vallet et Maurice Magnoni. Le groupe remporte en 1993 le prix spécial du jury au Concours national de jazz de la Défense. Il publie son premier disque sous son nom en 1994, Nina Valeria.
C'est le mini The Dawn en 1998 qui le révèle au grand public. Son style évoque souvent celui de Miles Davis, et à ce titre on le qualifie régulièrement d'épigone de ce dernier. Cependant sa musique est un mélange des genres. S'appuyant sur une rythmique drum and bass, les morceaux oscillent entre la sonorité feutrée de la trompette de Truffaz et le rap anglophone du chanteur Nya invité sur l'album. La formule est reprise l'année suivante sur l'album Bending new corners et confirme son succès, toujours reconnu vingt ans plus tard en 2018, lorsque le duo repart en tournée.
Sa popularité et sa reconnaissance sont concrétisées par un album electro, Erik Truffaz revisité, sorti en 2001 sur lequel on retrouve plusieurs des titres de ses précédents albums repris par différents artistes de musique électronique : DJ Goo, Alex Gopher, Bugge Wesseltoft, Christophe Calpini, Pierre Audétat et Pierre Henry.
The Walk of the Giant Turtle (2003) montre une orientation plus rock, avec notamment un rôle plus important laissé à la basse électrique nerveuse de Marcello Giuliani et à la puissance du toucher de Marc Erbetta.

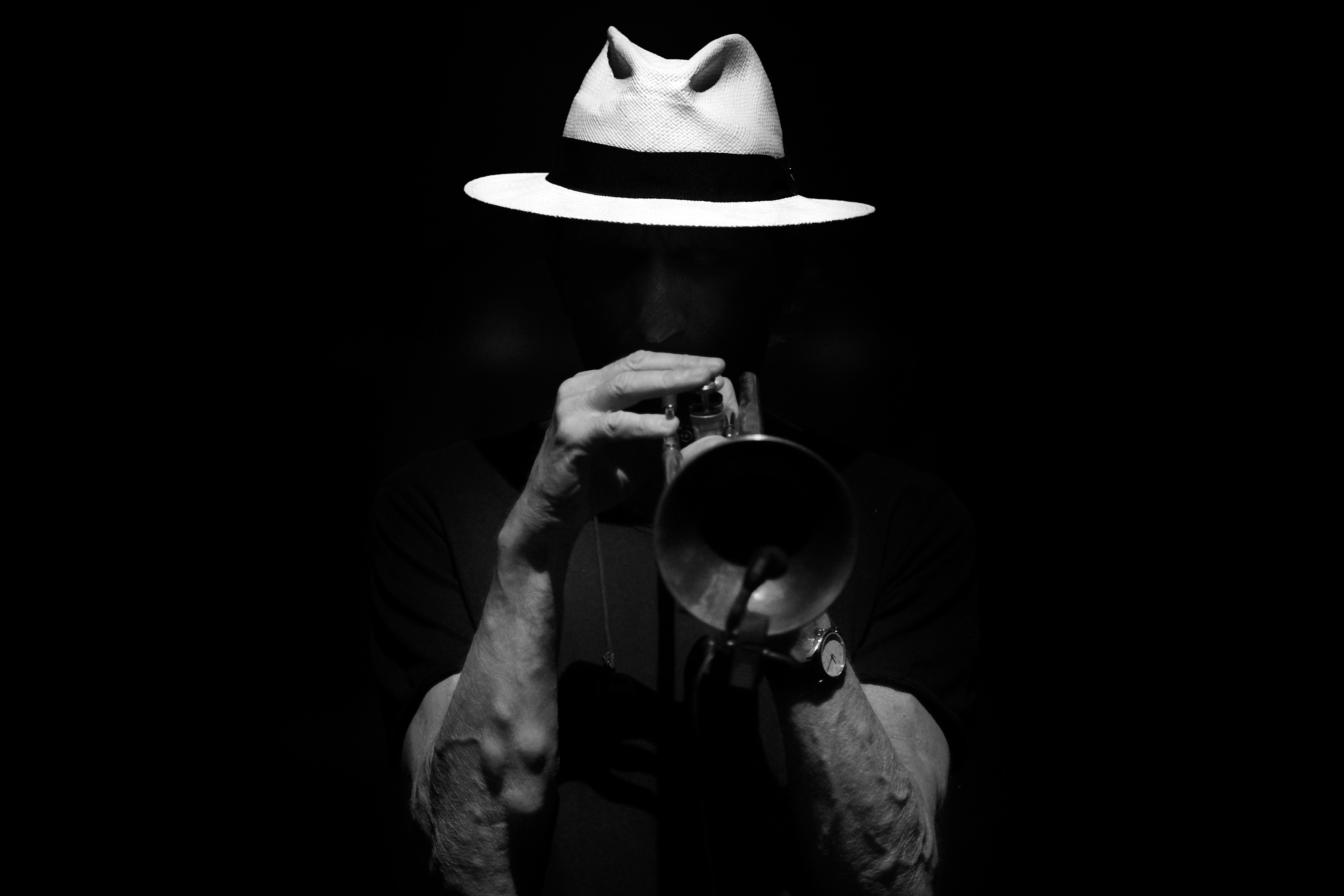
Erik Truffaz, festival Jazzpote.

En 2008 il publie un triple album, Rendez-vous (Paris, Bénarès, Mexico), fruit de la collaboration avec des artistes d'horizons musicaux différents : le rap avec le chanteur Sly Johnson dans Paris, la musique classique indienne avec la chanteuse Indrani Mukherjee, le pianiste Malcolm Braff et le tabliste Apurba Mukherjee dans Bénarès et la musique électronique avec le compositeur Murcof dans Mexico. Il collabore avec de nombreux musiciens.
Il est l'auteur de nombreuses musiques de films pour le cinéma et la télévision et affectionne les collaborations avec des artistes aussi divers que le chanteur Christophe, Oxmo Puccino, Sophie Hunger, l'acteur Jacques Weber, le compositeur de musique concrète Pierre Henry ou l'auteur de bandes dessinées Enki Bilal.

### Vie privée
Depuis 2018, il partage sa vie avec Sandrine Bonnaire.

## Discographie

### Albums studio
- 1994 : Niña Valéria
- 1997 : Out Of A Dream
- 1998 : The Dawn
- 1999 : Bending New Corners
- 2001 : Mantis
- 2002 : Tales Of The Lighthouse
- 2003 : The Walk of the Giant Turtle
- 2005 : Saloua
- 2007 : Arkhangelsk
- 2008 : Paris (Blue Note/EMI), avec Sly Johnson[17],[18]
- 2008 : Mexico, avec Murcof
- 2008 : Benares
- 2010 : In between
- 2012 : El Tiempo de la Revolucion
- 2014 : Being Human Being
- 2016 : Doni Doni
- 2019 : Lune rouge[19]
- 2023 : Rollin' (Blue Note)
- 2023 : Clap !

### Albums live
- 2006 : Face-à-face (double live + bonus DVD)

### Compilations
- 2000 : The Mask
- 2011 : Best Of

### EP
- 2008 : Bénarès (Blue Note/EMI), avec Indrani et Apurba Mukherjee, Malcolm Braff[17],[18]
- 2008 : Mexico (Blue Note/EMI), avec Murcof[17],[18]

### Remix
- 2001 : ReVisité

### Participations et collaborations
- 1994 : Majorité silencieuse du groupe suisse Silent majority, avec le chanteur Nya[20]
- 2009 : İlhan Erşahin Istanbul sessions with Erik Truffaz, Nublu Records[21]
- 2011 : À l'ouest de nulle part, du groupe Western Trio
- 2017:  Amie nuit, sur l'album Amor Fati de Bertrand Cantat
- 2018 : Give me November, O-Tone Music (Edel Musica Austria). Avec Krzysztof Kobyliński, pianiste polonais
- 2020: Manic Depression, sur l’album Sounds of Jimi de Thomas Naim
- 2021 : Hors Temps (Label Bleu). Avec Edward Perraud, percussionniste et compositeur français

### Récompenses
- 2005 : Victoires du jazz dans la catégorie « Prix du public » pour Saloua[22]
- 2023 : Grand Prix suisse de musique 2023[3]

### Vidéo
- « Invité : Erik Truffaz », Radio télévision suisse, 12 septembre 2023 (consulté le 21 juillet 2024)